# Bad Erlach
Bad Erlach  är en ort och kommun  i Österrike. Den ligger i distriktet Wiener Neustadt-Land i förbundslandet Niederösterreich, 60 kilometer söder om huvudstaden Wien. 
Kommunen består av tre orter (Ortschaften) (inom parentes invånarantal 1 januari 2024):
- Brunn bei Pitten (478)
- Bad Erlach (2 652)
- Linsberg (129)